# Brahim Zniber
Pour les articles homonymes, voir Zniber.
Brahim Zniber, né en 1921 à Salé et mort le 30 septembre 2016 à Meknès à 96 ans, est un homme d'affaires, homme politique, agriculteur et vigneron marocain,.
Propriétaire des Celliers de Meknès, cet autodidacte est devenu le premier producteur de vin du Maroc et d'Afrique du Nord, ce qui lui a valu le surnom de « premier vigneron du Maroc » ou de « seigneur des tonneaux ».
Il est aussi le fondateur du groupe Diana Holding.

## Biographie

### Jeunesse
Brahim Zniber, fils de Tahar Ben Brahim Ben Hajji Zniber et de Lalla Oum Kalthoum Chemaou, est né en 1921 à Salé, ville où la famille Zniber, originaire d'Andalousie, est établie depuis plusieurs siècles. Peu après la naissance de Brahim Zniber, le noyau familial quitte Salé pour Sidi Kacem, dans la région de Meknès.
Brahim Zniber appartient à la branche des Hajji Zniber, l'une des sept branches de la famille Zniber de Salé. Il compte parmi ses ancêtres Mohammed Ben Hajji Ben Kacem Zniber, mort en 1780 (1194 de l'Hégire), Cadi de Salé, khatib à la Grande Mosquée de Salé, écrivain et poète. Plusieurs de ses manuscrits nous sont parvenus dont Nayl al-buchra wa as-sa'ada al-kubra conservé à la Bibliothèque nationale du royaume du Maroc et à la bibliothèque de la Fondation du roi Abdul-Aziz Al-Saoud.
L'oncle de Brahim Zniber, Mohammed Ben Brahim Zniber mort en 1930 était katib (secrétaire) au Ministère des habous puis Nadir des habous à Safi ensuite Nadir des Grands Habous (al-Ahbas al-Kobra) à Marrakech en 1917 et enfin Nadir des habous de Sidi Frej à Fès. Son autre oncle, Ahmed Ben Hajj Brahim Zniber dit "az-Zit" mort en 1957 ou 1962 et enterré à Médine, était un négociant, cheikh al-mounchidin (Cheikh des pslamodieurs) et spécialiste des panégyriques soufis à Salé,,.

### Premier viticulteur et vigneron du Maroc
Ce passionné de viticulture, patron des Celliers de Meknès, est à la tête d'un empire financier qui s'étend de la vigne à la grande distribution en passant même par le textile. Il fait partie des leaders économiques les plus influents du Maroc. Brahim Zniber a aussi été parlementaire et brièvement conseiller royal.
Fondateur des Celliers de Meknès dans les années 1960, il contrôle près de 85 % du marché des vins consommés au Maroc. En 2009, son groupe produit environ 28 millions de bouteilles. Ce maître vigneron, reconnu par ses pairs au niveau international, permet le développement et l'implantation de l'œnologie dans son pays et, par voie de conséquence, à la filière viti-vinicole marocaine d'améliorer son offre en termes de qualité et de quantité.
Le 4 janvier 2005, le ministère de l'Agriculture autorise pour la première fois un domaine viticole à porter l'appellation « Château » : Château Roslane, avec l'AOC « les coteaux-de-l'atlas », premier cru, branche des Celliers de Meknès.
Brahim Zniber meurt le 30 septembre 2016. Il est inhumé à Meknès.
Après son décès, c'est sa femme, Rita Maria Zniber, qui prend le poste de PDG de sa holding, Diana Holding, qui détient entre autres 13,91 % de Marie Brizard Wine & Spirits (en 2017) ,.

## Vie familiale
Brahim Ben Tahar Zniber a plusieurs frères et sœurs dont : Lalla Fatma, Lalla Aicha, Lalla Zhor, Lalla Saadia, Mohammed, Abderrahim, Abdelhak, Abdellatif et Khalid.
Pour son premier mariage, Brahim Zniber se lie à Touria Tazi, issue d'une riche et grande famille fassie qui compte notamment dans ses rangs le Pacha de Rabat Abbès Tazi et Mohammed Tazi Pacha de Fès. Touria Tazi aide Brahim Zniber à acquérir sa première ferme de 741 hectares à Harzallah dans la région de Meknès au lendemain de l'indépendance.
En 1979, Brahim Zniber épouse en secondes noces Rita Maria Zniber, née Marie-Françoise Duchesne, qui était auparavant l'épouse de son frère Khalid Zniber avec lequel elle a eu deux enfants.
Les enfants de Brahim Zniber issus de son premier mariage avec Touria Tazi sont : Ahmed Saad Zniber directeur du Festival de Fès des musiques sacrées du monde et père de l'homme d'affaires Moundir Zniber, Mohammed Nabil Zniber, Taher Moncef Zniber, etc. Brahim Zniber a ensuite cinq enfants de son deuxième mariage avec Rita Maria Zniber parmi lesquels Leyth Zniber, Diana Zniber, Sofia Zniber et Leyna Zniber.
Son frère Abderrahim Zniber né en 1929 est également un homme d'affaires réputé, fondateur d'Aiglemer, de Munisys, de Sofinas, de RNS et surtout de Maroc Bureau, leader marocain de la conception et de la fabrication de mobilier pour espaces professionnels fondé en 1960. L'architecte d'art contemporain Jean-François Zevaco, qui réalisa plusieurs villas pour la famille Zniber, dessinera en 1988 le plan du siège et du showroom de Maroc Bureau à Rabat.
Brahim Ben Tahar Ben Brahim Ben Hajji Zniber compte aussi parmi ses cousins le Dr. Abderrahmane Ben Mohammed Ben Brahim Ben Hajji Zniber, premier ambassadeur du Maroc en Chine en 1962.